# Тумэнь
Тумэ́нь (кит. упр. 图们市, пиньинь Túmén), Томун (кор. 도문시) — городской уезд Яньбянь-Корейского автономного округа провинции Гирин (КНР). Название происходит от реки Туманная.

## История
Городской уезд Тумэнь был образован в 1965 году за счёт выделения в отдельную административную единицу смежных земель уездов Яньцзи и Ванцин.

## Административное деление
Городской уезд Тумэнь делится на 3 уличных комитета и 4 посёлка.